# 默瑟克河
52°21′41″N 9°28′33″E / 52.361387°N 9.475843°E

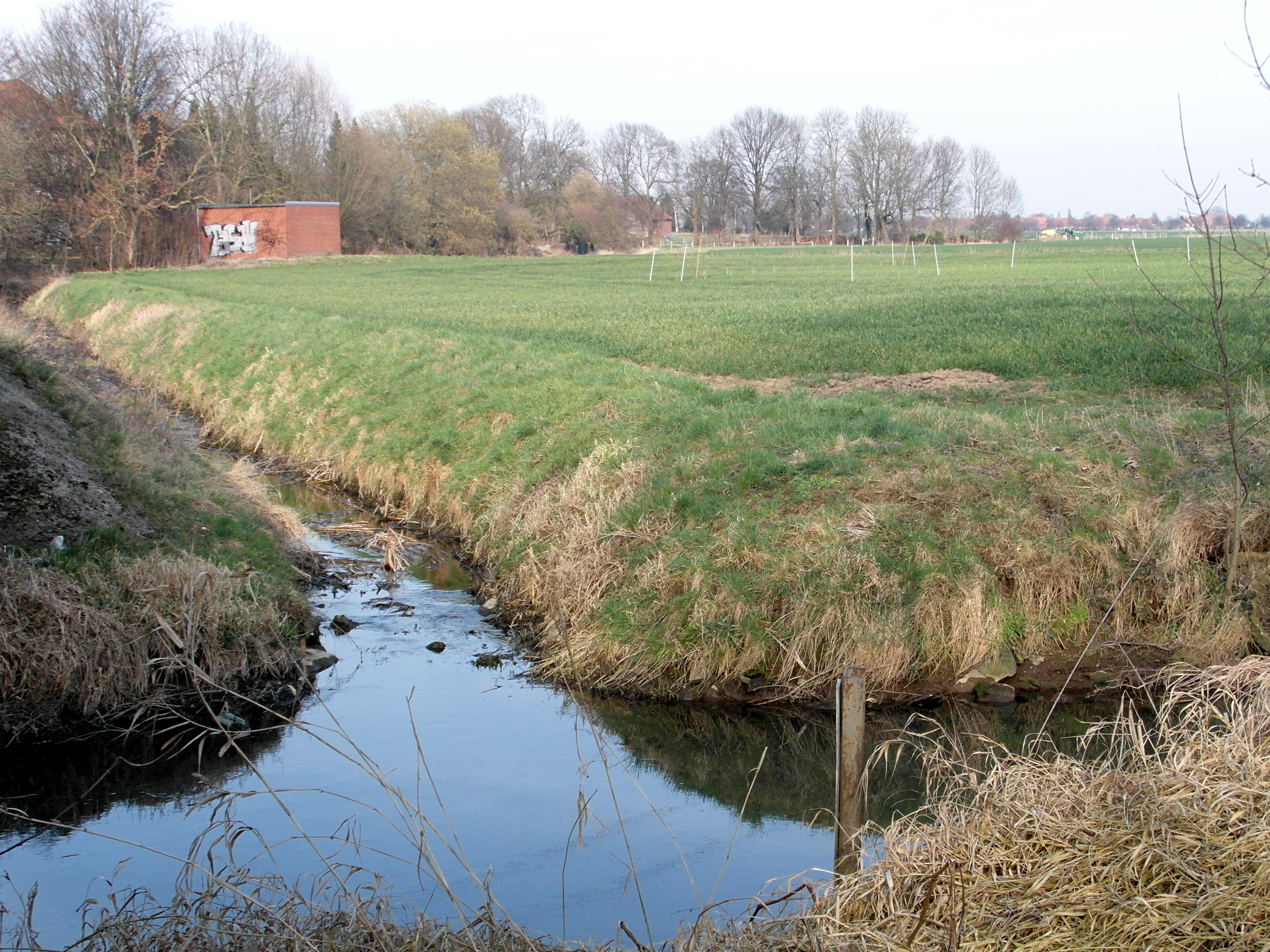

默瑟克河（德語：Möseke），是德國的河流，位於該國西北部，由下薩克森州負責管轄，屬於南奧厄河的支流，河道全長5公里，流域面積46平方公里，河口處在巴爾辛豪森以北。